# Distretto di Olur
Il distretto di Olur (in turco Olur ilçesi) è uno dei distretti della provincia di Erzurum, in Turchia.